# En el último trago
En el último trago és una pel·lícula mexicana de comèdia del 2014 dirigida per Jack Zagha Kababie. Va ser un dels catorze llargmetratges seleccionats per Mèxic per representar el país a l'Oscar a la millor pel·lícula de parla no anglesa als Premis Oscar de 2016, però finalment fou elegida 600 millas.

## Sinopsi
Quatre octogenaris, Emiliano, Benito, Agustín i Pedro, són companys de partides de dominó a una cantina de Ciutat de Mèxic. Un d'ells, Pedro els diu que és a punt de morir i els demana com a últim desig que portin a Dolores Hidalgo (Guanajuato) un tovalló signat per José Alfredo Jiménez. Durant el trajecte hauran de salvar els esculls de l'ancianitat i la incomprensió de les seves famílies, però també viuran situacions pintoresques i entaularan relació amb una sèrie de personatges que canviaran substancialment la seva concepció del lloc que ocupen en el món: hi ha vida després dels 80. Va suposar l'última actuació de l'actriu Columba Domínguez.

## Repartiment
- Luis Bayardo - Agustín
- Eduardo Manzano - Benito
- José Carlos Ruiz - Emiliano
- Pedro Weber "Chatanuga" - Pedro